# 石起宗
石起宗（?—1200年），字似之。泉州晋江人（其先祖从同安徙居安海）。
早年读书於晋江灵秀山海潮庵。乾道五年己丑（1169年）登郑侨榜進士一甲第二名，初授敕局删定官。淳熙二年（1175年）召试馆职，辞义卓著，授秘书省正字。历任徽州知州、提举浙西常平。善书画，工诗赋，自言：“藏书数千卷，胜良田万顷。”。庆元六年（1200年）十月卒，葬泉州东门外赤山乡。其故居泉州郡城万厚铺（今井亭巷内）今称之“榜眼第”。